# Відкритий чемпіонат Франції з тенісу 2012
Відкри́тий чемпіона́т Фра́нції з те́нісу 2012 (відомий також як Ролан Гаррос на честь знаменитого французького авіатора) — тенісний турнір, який проводиться на відкритому повітрі на ґрунтових кортах. Це 111 Відкритий чемпіонат Франції, другий турнір Великого шолома в календарному році. Турнір проходить на Стад Ролан Гаррос У Парижі з 27 травня по 11 червня 2012 року.

## Результати фінальних матчів

### Одиночний розряд. Чоловіки
Рафаель Надаль переміг  Новака Джоковича 6-4, 6-3, 2-6, 7-5

### Одиночний розряд. Жінки
Марія Шарапова перемогла  Сару Еррані, 6-3, 6-2

### Парний розряд. Чоловіки
Макс Мирний /  Деніел Нестор перемогли пару  Боб Браян /  Майк Браян, 6-4, 6-4

### Парний розряд. Жінки
Сара Еррані /  Роберта Вінчі перемогли пару  Марія Кириленко /  Надія Петрова, 4-6, 6-4, 6-2

### Мікст
Саня Мірза /  Магеш Бгупаті перемогли пару  Клаудія Янс-Ігнацик /  Сантьяго Гонсалес, 7-6(7-3), 6-1

### Юніори

#### Хлопці. Одиночний розряд
Кіммер Коппеянс переміг  Філіпа Пеліво 6-1, 6-4

#### Дівчата. Одиночний розряд
Анніка Бек перемогла  Анну Шмідлову, 3-6, 7-5, 6-3

#### Хлопці. Парний розряд
Ендрю Гарріс /  Нік Киріос перемогли пару  Адам Павласек /  Вацлав Шафранек, 6-4, 2-6, [10-7]

#### Дівчата. Парний розряд
Дарія Гаврилова /  Ірина Хромачова перемогли пару  Монсеррат Гонсалес /  Беатріс Аддад Майя, 4-6, 6-4, [10-8]

## Сіяні гравці в одиночному розряді

### Чоловіки
| Посів | Місце | Гравець                | Очки  | Захищає | Здобуто | Новий рейтинг | Статус                  | Супротивник            |
| ----- | ----- | ---------------------- | ----- | ------- | ------- | ------------- | ----------------------- | ---------------------- |
| 1     | 1     | Новак Джокович         | 11800 | 720     | 1200    | 12280         | Поразка у фіналі        | Рафаель Надаль         |
| 2     | 2     | Рафаель Надаль         | 10060 | 2000    | 2000    | 10060         | Перемога в фіналі       | Новак Джокович         |
| 3     | 3     | Роджер Федерер         | 9790  | 1200    | 720     | 9310          | Поразка у півфіналі     | Новак Джокович         |
| 4     | 4     | Енді Маррей            | 7500  | 720     | 360     | 7140          | Поразка у чвертьфіналі  | Давид Феррер           |
| 5     | 5     | Жо-Вілфрід Тсонга      | 4965  | 90      | 360     | 5235          | Поразка у чвертьфіналі  | Новак Джокович         |
| 6     | 6     | Давид Феррер           | 4640  | 180     | 720     | 5180          | Поразка в півфіналі     | Рафаель Надаль         |
| 7     | 7     | Томаш Бердих           | 4515  | 10      | 180     | 4685          | Поразка в 4 колі        | Хуан Мартін дель Потро |
| 8     | 8     | Янко Типсаревич        | 3110  | 90      | 180     | 3200          | Поразка в 4 колі        | Ніколас Альмагро       |
| 9     | 9     | Хуан Мартін дель Потро | 2910  | 90      | 360     | 3180          | Поразка у чвертьфіналі  | Роджер Федерер         |
| 10    | 11    | Джон Існер             | 2620  | 10      | 45      | 2655          | Поразка в 2 колі        | Ніколя Маю             |
| 11    | 12    | Жіль Сімон             | 2615  | 180     | 90      | 2525          | Поразка 3 колі          | Станіслас Вавринка     |
| 12    | 14    | Ніколас Альмагро       | 2255  | 10      | 360     | 2605          | чвертьфінал             | Рафаель Надаль         |
| 13    | 15    | Хуан Монако            | 1945  | 10      | 180     | 2115          | Поразка в 4 колі        | Рафаель Надаль         |
| 14    | 16    | Фернандо Вердаско      | 1765  | 90      | 90      | 1765          | Поразка в 3 колі        | Андреас Сеппі          |
| 15    | 17    | Фелісіано Лопес        | 1725  | 10      | 10      | 1725          | знявся в 1 колі, травма | Флоран Серра (Q)       |
| 16    | 19    | Олександр Долгополов   | 1665  | 90      | 10      | 1585          | Поразка в 1 колі        | Сергій Стаховський     |
| 17    | 20    | Рішар Гаске            | 1600  | 180     | 180     | 1600          | Поразка в 4 колі        | Енді Маррей            |
| 18    | 21    | Станіслас Вавринка     | 1505  | 180     | 180     | 1505          | Поразка в 4 колі        | Жо-Вілфрід Тсонга      |
| 19    | 22    | Мілош Раоніч           | 1460  | 10      | 90      | 1540          | Поразка в 3 колі        | Хуан Монако            |
| 20    | 23    | Марсель Гранольєрс     | 1385  | 45      | 180     | 1530          | Поразка в 4 колі        | Давид Феррер           |
| 21    | 24    | Марин Чилич            | 1380  | 10      | 90      | 1460          | Поразка в 3 колі        | Хуан Мартін дель Потро |
| 22    | 25    | Андреас Сеппі          | 1355  | 45      | 180     | 1490          | Поразка в 4 колі        | Новак Джокович         |
| 23    | 26    | Радек Штепанек         | 1340  | 10      | 10      | 1340          | Поразка в 1 колі        | Давид Гоффен (LL)      |
| 24    | 27    | Філіпп Кольшрайбер     | 1345  | 10      | 45      | 1380          | Поразка в 2 колі        | Леонардо Маєр          |
| 25    | 28    | Бернард Томік          | 1240  | 10      | 45      | 1275          | Поразка в 2 колі        | Сантьяго Хіральдо      |
| 26    | 29    | Енді Роддік            | 1180  | 0       | 10      | 1190          | Поразка, 1 коло         | Ніколя Маю             |
| 27    | 30    | Михайло Южний          | 1210  | 90      | 90      | 1210          | Поразка в 3 колі        | Давид Феррер           |
| 28    | 31    | Віктор Троїцький       | 1325  | 180     | 45      | 1190          | Поразка в 2 колі        | Фабіо Фоніні           |
| 29    | 32    | Жульєн Беннето         | 1190  | 45      | 90      | 1235          | 3 коло                  | Янко Типсаревич        |
| 30    | 33    | Юрген Мельцер          | 1182  | 45      | 10      | 1147          | Поразка, 1 коло         | Міхаель Беррер (Q)     |
| 31    | 34    | Кевін Андерсон         | 1170  | 45      | 90      | 1215          | 3 коло                  | Томаш Бердих           |
| 32    | 35    | Флоріан Маєр           | 1150  | 45      | 45      | 1150          | Поразка в 2 колі        | Едуардо Шванк          |

#### Знялися
| Місце | Гравець      | ОЧки | Захищає | Здобуто | Новий рейтинг | Причина               |
| ----- | ------------ | ---- | ------- | ------- | ------------- | --------------------- |
| 10    | Марді Фіш    | 2625 | 90      | 0       | 2535          | Втома                 |
| 13    | Гаель Монфіс | 2165 | 360     | 0       | 1805          | Травма правого коліна |
| 18    | Нішікорі Кеі | 1690 | 45      | 0       | 1645          | Травма м'язів живота  |

### Жінки
| Посів | Місце | Гравець                 | Очки | Захищає | Здобуто | Новий рейтинг | Статус                 | Суперниця                  |
| ----- | ----- | ----------------------- | ---- | ------- | ------- | ------------- | ---------------------- | -------------------------- |
| 1     | 1     | Вікторія Азаренко       | 9020 | 500     | 280     | 8800          | Поразка в 4 колі       | Домініка Цібулкова         |
| 2     | 2     | Марія Шарапова          | 8390 | 900     | 2000    | 9490          | Перемога в фіналі      | Сара Еррані                |
| 3     | 3     | Агнешка Радванська      | 7350 | 280     | 160     | 7230          | Поразка в 3 колі       | Світлана Кузнецова         |
| 4     | 4     | Петра Квітова           | 6275 | 280     | 900     | 6895          | Поразка в півфіналі    | Марія Шарапова             |
| 5     | 5     | Серена Вільямс          | 5695 | 0       | 5       | 5700          | Поразка в 1 колі       | Віржіні Раззано            |
| 6     | 6     | Саманта Стосур          | 5440 | 160     | 900     | 6180          | Поразка в півфіналі    | Сара Еррані                |
| 7     | 7     | Лі На                   | 4965 | 2000    | 280     | 3245          | Поразка в 4 колі       | Ярослава Шведова           |
| 8     | 8     | Маріон Бартолі          | 4730 | 900     | 100     | 3930          | Поразка в 2 колі       | Петра Мартич               |
| 9     | 9     | Каролін Возняцкі        | 4586 | 160     | 160     | 4586          | Поразка в 3 колі       | Кая Канепі                 |
| 10    | 10    | Анджелік Кербер         | 3560 | 5       | 500     | 4055          | Поразка в чвертьфіналі | Сара Еррані                |
| 11    | 11    | Віра Звонарьова         | 3440 | 280     | 0       | 3160          | знялася, травма        | Тімеа Бабош                |
| 12    | 12    | Сабіне Лісіцкі          | 3012 | 100     | 5       | 2857          | Поразка у 1 колі       | Бетані Маттек-Сендс        |
| 13    | 13    | Ана Іванович            | 2975 | 5       | 160     | 3130          | Поразка в 3 колі       | Сара Еррані                |
| 14    | 14    | Франческа Ск'явоне      | 3160 | 1400    | 160     | 1920          | Поразка в 3 колі       | Варвара Лепченко           |
| 15    | 16    | Домініка Цібулкова      | 2685 | 5       | 500     | 3180          | Поразка в чвертьфіналі | Саманта Стосур             |
| 16    | 17    | Марія Кириленко         | 2475 | 280     | 100     | 2295          | Поразка в 2 колі       | Клара Закопалова           |
| 17    | 19    | Роберта Вінчі           | 2320 | 160     | 5       | 2165          | Поразка в 1 колі       | Софія Арвідссон            |
| 18    | 20    | Флавія Пеннетта         | 2315 | 5       | 160     | 2470          | Поразка в 3 колі       | Анджелік Кербер            |
| 19    | 21    | Єлена Янкович           | 2260 | 280     | 100     | 2080          | Поразка в 2 колі       | Варвара Лепченко           |
| 20    | 22    | Луціє Шафарова          | 2215 | 100     | 100     | 2215          | Поразка в 2 колі       | Марія Хосе Мартінес Санчес |
| 21    | 23    | Сара Еррані             | 2050 | 100     | 1400    | 3350          | Поразка у фіналі       | Марія Шарапова             |
| 22    | 24    | Анастасія Павлюченкова  | 2021 | 500     | 160     | 1681          | Поразка в 3 колі       | Клара Закопалова           |
| 23    | 25    | Кая Канепі              | 2179 | 160     | 500     | 2519          | чвертьфінал            | Марія Шарапова             |
| 24    | 26    | Петра Цетковська        | 1955 | 70      | 100     | 1985          | Поразка в 2 колі       | Матільд Жоанссон           |
| 25    | 27    | Юлія Ґерґес             | 1945 | 160     | 160     | 1945          | Поразка в 3 колі       | Арантча Рус                |
| 26    | 28    | Світлана Кузнецова      | 1931 | 500     | 280     | 1711          | Поразка в 4 колі       | Сара Еррані                |
| 27    | 29    | Надія Петрова           | 1860 | 5       | 160     | 2015          | Поразка в 3 колі       | Саманта Стосур             |
| 28    | 30    | Пен Шуай                | 1800 | 160     | 160     | 1800          | Поразка в 3 колі       | Марія Шарапова             |
| 29    | 31    | Анабель Медіна Ґарріґес | 1775 | 100     | 160     | 1835          | Поразка в 3 колі       | Петра Мартич               |
| 30    | 32    | Мона Бартель            | 1762 | 160     | 5       | 1607          | Поразка в 1 колі       | Лорен Девіс (Q)            |
| 31    | 33    | Чжен Цзє                | 1730 | 100     | 100     | 1730          | Поразка в 2 колі       | Александра Возняк          |
| 32    | 34    | Моніка Нікулеску        | 1775 | 5       | 5       | 1775          | Поразка в 1 колі       | Ніна Братчикова            |

#### Знялися
| Місце | Гравець           | Очки | Захищає | Здобуто | Новий рейтинг | Причина             |
| ----- | ----------------- | ---- | ------- | ------- | ------------- | ------------------- |
| 15    | Андреа Петкович   | 2921 | 500     | 0       | 2421          | Травма правої ноги  |
| 18    | Даніела Гантухова | 2355 | 280     | 0       | 2075          | Травма лівої ступні |

## Виноски
1. ↑  French Open Tickets. Championship Tennis Tours. Архів оригіналу за 14 серпня 2013. Процитовано 16 квітня 2012.
2. 1 2  Архівована копія. Архів оригіналу за 20 березня 2012. Процитовано 25 травня 2012.{{cite web}}:  Обслуговування CS1: Сторінки з текстом «archived copy» як значення параметру title (посилання)
3. ↑  Fish, Petkovic, Hantuchova out of French. Tennis.com. Архів оригіналу за 14 серпня 2013. Процитовано 22 травня 2012.
4. ↑  Gael Monfils to miss French Open. ESPN.com. Архів оригіналу за 14 серпня 2013. Процитовано 24 травня 2012.
5. ↑  French Open – Nishikori withdraws from Roland Garros. Eurosport. Архів оригіналу за 14 серпня 2013. Процитовано 22 травня 2012.
6. ↑  Injury rules Petkovic out of French Open, Wimbledon. NDTV. Архів оригіналу за 14 серпня 2013. Процитовано 17 травня 2012.
7. ↑  Fish, Petkovic, Hantuchova out of French. Tennis.com. Архів оригіналу за 14 серпня 2013. Процитовано 22 травня 2012.